# クィア・パルム
カンヌ国際映画祭 クィア・パルム (La Queer Palm) は、カンヌ国際映画祭の独立賞のひとつ。LGBTQに関連した映画に与えられる。

## 概要
ジャーナリストのフランク・フィナンス・マデュレイラによって2010年に創設され、第63回カンヌ国際映画祭から授与されている。
公式部門とは別に独立した審査員が組織され、映画監督や俳優、ジャーナリストや大学教授、各国のクィア映画祭のプロデューサーなど、毎年5～8人が審査員となる。カンヌ国際映画祭のコンペティション部門、国際批評家週間、監督週間、ある視点部門に出品されたすべての作品が対象となる。

## 受賞作
| 開催年 | 題名（下段は原題）                                       | 監督                     | 製作国                    |
| ------ | -------------------------------------------------------- | ------------------------ | ------------------------- |
| 2010年 | カブーン! Kaboom                                         | グレッグ・アラキ         | アメリカ合衆国 フランス   |
| 2011年 | ビューティー Beauty                                      | オリヴァー・ハーマナス   | 南アフリカ共和国 フランス |
| 2012年 | わたしはロランス Laurence Anyways                        | グザヴィエ・ドラン       | カナダ                    |
| 2013年 | 湖の見知らぬ男 L'Inconnu du lac                          | アラン・ギロディ         | フランス                  |
| 2014年 | パレードへようこそ Pride                                 | マシュー・ウォーチャス   | イギリス                  |
| 2015年 | キャロル Carol                                           | トッド・ヘインズ         | イギリス アメリカ合衆国   |
| 2016年 | テレーズの生涯 Les vies de Thérèse                       | セバスチャン・リフシッツ | フランス                  |
| 2017年 | BPM ビート・パー・ミニット 120 battements par minute     | ロバン・カンピヨ         | フランス                  |
| 2018年 | Girl/ガール Girl                                         | ルーカス・ドン           | ベルギー                  |
| 2019年 | 燃ゆる女の肖像 Portrait de la jeune fille en feu         | セリーヌ・シアマ         | フランス                  |
| 2021年 | 分裂 La Fracture                                         | カトリーヌ・コルシーニ   | フランス                  |
| 2022年 | ジョイランド Joyland                                     | サイム・サディク         | パキスタン                |
| 2023年 | 怪物 Monster                                             | 是枝裕和                 | 日本                      |
| 2024年 | 世界の果てまで3キロ Trei kilometri până la capătul lumii | エマニュエル・パルヴ     | ルーマニア                |